# Balanç hídric
Balanç hídric o balanç d'aigua en hidrologia és una equiparació que no es fa servir per escriure les mitjanes i sortides d'aigua d'un ecosistema. El concepte de balanç hídric deriva del de balanç en comptabilitat, és a dir el d'un equilibri entre tots els recursos hídrics que ingressen al sistema i els que en surten, en un interval de temps determinat.
Un sistema pot ser un dels diversos dominis hidrològics, com són la columna de sòl o una conca de drenatge.
El balanç d'aigua també es pot referir a la manera com un organisme manté la seva quantitat d'aigua en condicions seques o calentes. Sovint es fa referència a aquest balanç pel que fa a plantes o artròpodes els quals tenen una varietat de mecanismes de retenció d'aigua que inclou una capa cerosa que limita la permeabilitat.

## Equació
Una equació general de balanç hídric és:
{\displaystyle P=Q+E+\Delta S}
on
{\displaystyle P} és la precipitació atmosfèrica.
{\displaystyle Q} és l'escolament superficial
{\displaystyle E} és l'evapotranspiració
{\displaystyle \Delta S} és el canvi en l'emmagatzemament (en el sòl o en les roques)
Els balanços hídrics extensius es tracten en la hidrologia agrícola. 

Un balanç hídric es pot fer servir per gestionar el subministrament d'aigua i predir quan hi haurà escassedat. També es fa servir en irrigació, models d'escolament),
control d'avingudes i de contaminació. També es fa servir en disseny de drenatges subterranis que pot ser horitzontal (amb canonades) o drenatge vertical a través de pous.
Per estimar les necessitats de drenatge es fa servir el balanç hidrogeològic i un model subterrani (com el de SahysMod)).
El balanç hídric es pot descriure fent servir un gràfic amb les nivells de precipitació i evapotranspiració sovint en escala mensual.

## Aplicacions
- Avaluar els components del cicle hidrològic
- Simulació de la fosa de la neu
- Impacte del canvi climàtic
- Pronòstic de flux i disseny de projectes
- Gestió de la hidrologia agrícola.

## Tipus
- Models que fan servir la precipitació com entrada
- Models que fan servir pluja i temperatura com entrada
- Models que fan servir pluja i evaporació potencial com entrada
- Models que fan servir dades d'entrada diàries

## Equilibri hídric dels continents
En grans nombres, expressats en mm de capa d'aigua per any, hi ha els següents valors:
| Continent                         | Precipitació (mm) | Evaporació (mm) | Escolament (mm) |
| --------------------------------- | ----------------- | --------------- | --------------- |
| Europa                            | 734               | -415            | -319            |
| Àsia                              | 726               | -433            | -293            |
| Àfrica                            | 686               | -547            | -139            |
| Amèrica del Nord                  | 670               | -383            | -287            |
| Amèrica del Sud                   | 1,648             | -1,065          | -583            |
| Austràlia                         | 440               | -393            | -47             |
| Mitjana                           | 834               | -540            | -294            |
| Grenlàndia                        | .                 | .               | -180            |
| Terres Antàrtiques                | .                 | .               | -250            |
| Mitjana per a tots els continents | 760               | -480            | -280            |